# Стереотипія
Стереоти́пія — безцільне напівдовільне повторення рухів, слів, жестів, голосових звуків, яке спостерігається при розумовій відсталості, розладах аутистичного спектру (англ. Autism spectrum), сенсорній депривації та інших станах. 
Дії при стереотипії можуть бути як простими, наприклад, хитання в сторони, так і складними, наприклад, крокування, але завжди є повторюваними без змін. Є декілька гіпотез природи стереотипії, існують кілька методів терапії. Стереотипія зустрічається у здорових нейротипових людей з дитинства і до зрілого віку, у людей з аутизмом, у людей з іншими інтелектуальними, сенсорними вадами або вадами розвитку.
Спостерігається при кататонічній шизофренії.
Стереотипію при аутизмі іноді називають стиммінґом, припускаючи, що вона самостимулює одне або кілька органів чуття. Стереотипія включена до третього критерію діагностичного та статистичного посібника (DSM-5) для діагностування аутизму у людей.
Серед людей з лобно-скроневою дегенерацією більш як половина (60 %) мали стереотипію. Час до появи стереотипії у людей з лобно-скроневою дегенерацією може становити роки (в середньому 2,1 року).
Стереотипії бувають і в тварин, часто через тривале утримування в тісному замкнутому просторі.

## Види стереотипії
Основні види стеретипії: рухова та вокальна та візуальна
- Рухова стереотипія - повторювані, ритмічні, рухи за фіксованим шаблоном та регулярною частотою, які можна іноді зупинити відволіканням.
- Вокальна стереотипія - випадки неконтекстуального або нефункціонального мовлення, що включать спів, лепет, бурчання, сміх, вереск чи окремі рази, які не пов'язані з поточною подією, ситуацією, ехолалія.
- Візуальний огляд об'єктів незвичайним чином, вирівнювання об'єктів.[4]

## Відмінність від тіків
На відміну від сіпання (тіків), стереотипії є шаблонними та періодичними і посилюються через втому, стрес і тривогу, зазвичай виникає у віці до трьох років, охоплює більші ділянки тіла, ритмічніші та менш випадкові. Стереотипія не має постійно змінюваної, наростальної та згасальної природи сіпання і може залишатися незмінною роками. Сіпання (тіки) можна контролювати на короткий час; навпаки, діти рідко намагаються свідомо контролювати стереотипію.

## Стереотипія у людей з аутизмом
Стереотипія спостерігається у людей в позитивному і негативному стані, і відображає їхній стан. Спостереження за поведінкою дітей з аутизмом виявили, що стереотипія посилюється після пережитого стресу. За оцінкою людей з аутизмом стереотипія допомагає їм впоратися з тривогою, нервозністю, почуттям "розбитості". 
Деякі люди проявляють стереотипну поведінку, коли розслаблені та щасливі. В такому разі стереотипія допомагає їм організувати думки, зосередитися або позбутися зайвої енергії. 
Припинення рухової стереотипії має бути зовнішньо або внутрішньо мотивоване. Спостерігається втрата інтересу до поведінки або відчуття того, що щось було завершене, або відчуття емоційного задоволення. Так як ритмічні сенсорні сигнали викликають нейронні коливання, припускають, що ритми мозку породжені стереотипією покращують обробку сигналів у сенсорних областях, що забезпечує дискретні "вікна можливостей", для вхідних сенсорних сигналів.

## Зв'язок стереотипії з ритмами мозку
Дослідники припускають, що ритмічний сигнал мозку, виникає для створення руху, та/або ритмічний сенсорний зворотний зв'язок, який створений рухом покращує залучення ритмів мозку до обробки інформації. Однією з гіпотез є те, що у людей з аутизмом є порушення мозкового ритму, а саме, відмінності у коливаннях всього мозку у слуховій, зоровій та моторній системах. Науковці припускають, що повторюваний моторний сигнал, який створює стереотипну поведінку нормалізує роботу мозку людей з аутизмом та покращує сенсорну обробку.

## Стимулювання як форма стереотипії
Існує кілька можливих пояснень стереотипії, і різна стереотипна поведінка може пояснюватись по різному. Поширеною формою стереотипної поведінки вважають стимулювання (стиммінг). Запропонована гіпотеза про те, що стереотипія знімає напругу або виражає розчарування, повідомляє про потребу в увазі, підкріпленні чи сенсорній стимуляції або, що це опанована і/або невропатологічна поведінка або нормальна поведінка.

## Пов'язані терміни
Пандинґ — термін, який спочатку введений для опису складної тривалої, безцільної та стереотипної поведінки хронічних споживачів амфетаміну; пізніше його описали при хворобі Паркінсона. Пандинґ — це примусове виконання повторювані механічні дії, як-от сортування, збирання або/і розбирання звичайних предметів. Люди з хворобою Паркінсона, які отримують лікування дофамінергічними агентами, як-от леводопа, можуть страждати на пандинґ.
Твікінг — це сленговий термін для компульсивної або повторюваної поведінки, стосується людини, яка демонструє яскраво виражені симптоми вживання метамфетаміну або інших наркотиків.

## У тварин
Стереотипія також зустрічається у тварин нелюдського виду. Це вважається ненормальною поведінкою у тварин, і іноді спостерігається у тих, що утримуються в неволі, особливо в вольєрах, які унеможливлюють природний триб життя. Поведінка може бути дезадаптивною, включати самоушкодження або зниження репродуктивного успіху, а у лабораторних тварин може заплутати дослідження поведінки. 
Серед прикладів стереотипії — крокування, розгойдування, плавання по колу, надмірний сон, самокалічення (зокрема, збирання пір'я та надмірний догляд) і гризіння ґраток клітки. Стереотипія спостерігається у багатьох видів, зокрема приматів, птахів і хижаків. До 40 % слонів у зоопарках демонструють стереотипію. Стереотипію виявляють коні, утримувані у стайнях, особливо при недостатніх фізичних навантаженнях.
Вважається, що стереотипія здебільшого викликана штучним середовищем, яке не дозволяє тваринам задовольняти свої нормальні поведінкові потреби. Замість терміну ненормальна поведінка пропонується вживання «поведінка, що свідчить про ненормальне середовище». Стереотипію корелюють зі зміненим вибором поведінкової реакції в базальних гангліях. Оскільки стереотипія часто розглядається як ознака психологічного стресу у тварин, це також стосується проблеми добробуту тварин.
Стереотипну поведінку іноді можна зменшити або усунути шляхом збагачення навколишнього середовища, як то кращі та стимулюючі умови у вольєрі. Розміщення соціальних тварин з іншими представниками свого виду також корисно. Останнім часом світовий громадський рух захисту прав тварин досяг успіхів у зменшенні кількості тварин у закритих зоопарках та у цирках. Натомість пропонуються: цирк-голограму  або цирк без участі тварин, та відкриті зоопарки з більшою територією для покращення умов утримання тварин, що також трансформувало назву зоопарку на зоопростір.